# 15 cm Tbts K L/45
Il 15 cm Tbts K L/45 o 15 cm Ubts+Tbts K L/45 era un cannone navale tedesco impiegato durante la prima e la seconda guerra mondiale. Fu impiegato anche dalla marina francese e da quella italiana.

## Storia
Questo cannone fu sviluppato alla fine della Grande Guerra come pezzo principale per le torpediniere e per i sommergibili della Kaiserliche Marine. Per i due impieghi erano previsti due affusti diversi, denominati rispettivamente Tbts MP LC/16 e Ubts MP LC/16, ma dotati della stessa bocca da fuoco. Il primo tipo di impianto armava in quattro esemplari ognuna le torpediniere classe S113, mentre il Ubts era imbarcato sui sommergibili Tipo UE II, Tipo Mittel U e Tipo U 139. Dopo la fine della guerra, navi tedesche armate con questo pezzo furono trasferite alle marine vincitrici della Triplice intesa.
Tra le navi armate con questo cannone, la Francia ricevette la torpediniera Admiral Sénès (ex-SMS S113 classe S113). I cannoni di questa nave, una volta radiata, andarono ad equipaggiare i due mercantili armati Barfleur e Charles Plumier.

### Impiego nelle forze armate italiane
Il Regno d'Italia ricevette il cannone da 149/42 come armamento principale dell'esploratore Premuda, ex-SMS V 116 classe S113. Quando l'esploratore (poi riclassificato come cacciatorpediniere) fu radiato e demolito nel 1939, i pezzi da 149/42 vennero sbarcati e reimpiegati come cannoni costieri nelle batterie MILMART in Libia e in Albania, che li impiegarono durante la seconda guerra mondiale.

## Tecnica

### Bocca da fuoco
La canna era in acciaio, con otturatore orizzontale semi-automatico, ed impiegava munizioni separate, che riducevano la cadenza di tiro a 4-5 colpi al minuto. La granata pesava da 45,3 kg ed era propulsa da una carica di lancio da 8,32 kg di RP C/38. La riserva di munizioni per ogni pezzo era di 90 colpi sulle torpediniere e 500 sui sommergibili.

### Affusti
La bocca da fuoco poteva essere incavalcata su due differenti tipi di affusto. L'installazione per le navi di superficie era denominata Tbts MP LC/16; era un a piedistallo con scudatura per la protezione dei serventi (limitata alla parte anteriore e laterale del pezzo). Sui sommergibili veniva impiegato invece un impianto molto simile, sempre a piedistallo, ma privo di scudatura ed ovviamente adattato all'immersione, denominato Ubts MP LC/16. Questi affusti, a puntamento manuale tramite volantini, erano manovrati da due puntatori e consentivano un settore di elevazione da -5° a +30°.